# Gonoretodes
Gonoretodes és un gènere monotípic d'arnes de la subfamília Drepaninae. Va ser descrita per Watson el 1965.
La única espècie d'aquest gènere, Gonoretodes timea, va ser descrita per Watson el 1965, i es troba a Moramanga, a l'est de Madagascar.